# 長野県道264号南木曽停車場線
長野県道264号南木曽停車場線（ながのけんどう264ごう なぎそていしゃじょうせん）は、長野県木曽郡南木曽町読書の中央本線南木曽駅から国道19号交点を結ぶ一般県道。1996年（平成8年）3月31日までは「三留野停車場線（みどのていしゃじょうせん）」と言う名称だった。

## 概要

### 路線データ
- 起点：中央本線南木曽駅
- 終点：木曽郡南木曽町大字読書字金知屋（国道19号交点）

## 通過する自治体
- 長野県
  - 木曽郡南木曽町

## 交差する道路
- 国道19号（終点）